# アレフ (コンピレーション・アルバム)
『א 』（アレフ）は、1984年（昭和59年）に日本のインディーズ・レーベル「覚醒工房」が発表したコンピレーション・アルバムである。
自主製作レーベルの「覚醒派レコードが」、1980年代半ばの日本のインディーズ・シーンの現況（特に実験系、音響系、ノイズ系アーティスト）を海外へ発信する目的で企画したコンピレーション・アルバムである。同時にレーベル名は「覚醒工房」へ改められ、以降は数多くのコンピレーション・アルバムが発表された。
なお、本作には10ページのインフォメーションと38枚のアートカードが同梱された。

## 収録アーティスト
- Be-2（及川禅）
- 中座富士子
- 10394（島田英明）
- K2（草深公秀）
- ONNYK
- GESO
- SHimada
- 青木憲一
- 絶
- NORM
- 中ザワヒデキ
- ジゼル・オブ・ブルゾン・ノワール
- ENSEMBLE TRAUMA
- 月本正
- TETSUYA FUKUI
- 須山公美子
- UNIT 4（福井哲哉ほか）
- 磯谷隆文
- 覚醒工房
- Ché-Shizu（英語版）
- Sighing-P
- アンニュイ（草深公秀ほか）
- 石川祐治
- 須川善行
- 倉本高弘
- ONNYK＋TETSUYA FUKUI
- 吉松幸四郎
- 古館徹夫＋佐藤靖夫
- A-OIRON
- ももいろカバヤジュース（中ザワヒデキ+松前公高）
- MIZUHO
- 鎌田忠 (DD.Records)
- Merzbow